# Aprostocetus melichlorus
Aprostocetus melichlorus är en stekelart som först beskrevs av James Waterston 1915.  Aprostocetus melichlorus ingår i släktet Aprostocetus och familjen finglanssteklar. Inga underarter finns listade i Catalogue of Life.